# Gyűrűfűi ökofalu

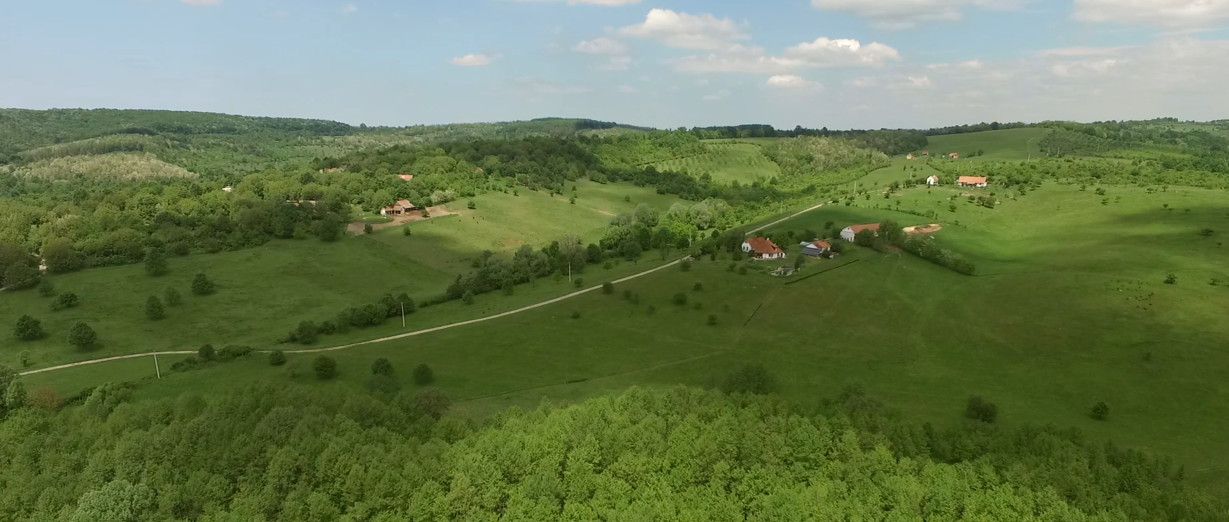
Gyűrűfű madártávlatból

A gyűrűfűi ökofalu az 1970-es években kihalt Baranya vármegyei Gyűrűfű területén kezdett el szerveződni 1991-ben. Nem önálló falu, közigazgatásilag Ibafa külterülete. Kezdeményezői
olyan környezetvédők voltak, akik nem csak mindig ellenkezni, tüntetni akartak valami ellen, hanem meg szerettek volna szervezni egy olyan települést, amely az ökológia és a környezettudományok eredményeit használja fel arra, hogy minél kisebb kárt okozzon a természetben. És úgy, hogy eközben egyszerre kényelmes, igényes és izgalmas életet tesz lehetővé lakói számára, akik ily módon nem szakadnak el attól a természeti környezettől, amely létük alapfeltételeit biztosítja, de a társadalomtól sem, amelyben élnek. A régi falu is már egy kicsi, önálló vízgyűjtő terület közepén terült el, ide tervezték az új települést is, hogy egységes rendszerben lehessen nekikezdeni a tervezésnek és minél kevesebb idegen hatással kelljen számolni. Ugyanakkor a tervezési koncepció szerves része volt a digitális kommunikáció megelőlegezése – ami ebben az időben még csak nagyon kezdetleges formában állt rendelkezésre – és a megélhetési lehetőségek megosztása a helyi és a távmunka között.
1991-ben létrejött a Gyűrűfű Alapítvány, amely azóta szervezi a munkát. A magterületet, 174 hektárt az átmeneti földtörvény idején az alapítvány vette meg a szentlászlói Törekvés mezőgazdasági termelőszövetkezettől 1993-ban. Ezzel egyidejűleg elindult egy közösségi épület építése, illetve 1996-ban elkészült az Ibafa község gyűrűfűi külterületére vonatkozó rendezési terv, amely azóta is betelepülés alapját adja. A rendezési terv 2006-ban a változó jogszabályi környezetnek megfelelően megújult, de továbbra is ez a falu fejlődésének alapja.

## Letelepedés
Hagyományos értelemben még nem beszélhetünk faluról, számos funkció nincs meg, ami egy önálló településhez kellene. Ibafa külterületéhez tartozó tanyák vannak elszórva, amelyek a korábbi Gyűrűfű község területén kialakított ökofalu-koncepció csírái. Jelenleg 12-13 telek lakott, ami mintegy 26 felnőtt lakost jelent. A fluktuáció nem túl nagy, akik egyszer megtelepedtek, általában maradnak. Inkább az újonnan jövők számára szokott túl nagy lenni a kihívás. Még kb. 30 telekre lehet építkezni, így várhatóan legfeljebb 40-50 család fog itt élni. Az önellátás cél, de nem mindenáron és ez nem is elsődleges szempont a 21. században. Fontosabb a legmodernebb technológia ötvözése a leghagyományosabb életmóddal. Ebben a törekvésben a minden településre kötelező rendezési terv (újabban helyi építésügyi szabályzat) a legfontosabb eszköz, amelyet Ibafa község készített el a gyűrűfűi külterületre. A másik eszköz a vízgyűjtő egész területének helyi természetvédelmi területté nyilvánítása volt. Első körben a rendezési tervben szereplő telkek nem eladók és nincsenek közművesítve sem. Ezért az esetleges jelentkezőknek mindenképpen át kell gondolniuk, miből kívánnak megélni és megvan-e a fedezete az építkezésnek. A megalapozatlan letelepedési terveket félbehagyott, elhagyott, csak hétvégén használt házak jelzik. Az építkezés itt sem kerül kevesebbe, mint máshol. A vályogból, szalmából építkezéssel csak a falakon lehet takarékoskodni, minden egyéb épp annyiba kerül, mint bármely másik építkezésen. A közművek még többe is kerülhetnek. Egy gyökértéri szennyvíztisztító például drágább lehet, mint más településen a rácsatlakozás a szennyvíz hálózatra.
A jelentkezők szabadon választhatnak az alapítvány telkeiből. A döntést az alapítvány kuratóriuma határozattal fogadja el és bérleti szerződést köt az illetővel. A telkek művelési
ága pillanatnyilag gyep, az épületek alatti területet az építkezőnek kell kivonatni a művelés alól. Az építkezés során a telek bérelt terület marad. A házat 5 év alatt kell felépíteni – ez
egyébként országos szabály – és ha megvan a használatba vételi engedély a lakóházra, akkor lehet megvenni a mindenkori gyepáron. Ez alól néhány telek kivétel, amelyeknek magasabb a
közművesítettsége. Itt gyakorlatilag minden beruházás „zöldmezős”: kútról, szennyvíztisztítóról, áram ellátásról (vezetékes, vagy sziget üzemű) kell gondoskodni, és sok telekhez csak földút vezet. A megvásárolt, kész ingatlan korlátozás nélkül forgalomképes.

## Előnyök
- A táj szépsége.
- Ökofaluként tiszta levegőjű, vegyszermentes, bio területen élhetnek az itt letelepedők, és garantált, hogy ez így is marad.
- Hasonló gondolkodású közösségbe való beilleszkedés.
- Hatalmas személyes élettér: a telkek egyhektárosak, de megosztásuk is kérhető. A legtöbb telek nem utcában, hanem bokrokban helyezkedik el.
- A nagy telek, az ökológiai előírások azoknak kedveznek, akik törekednek a minél nagyobb önállóságra, önellátásra.
- A házak felépítésében, telken való elhelyezésében sokkal nagyobb a szabadság, mint egy faluban. Azonban plusz előírásokat is be kell tartani az ökofalu jelleg megőrzése érdekében. Ezekről a rendezési terv intézkedik.

## Vállalkozások
Tekintettel arra, hogy a település kezdemény a gazdasági élet központjától távol, gyakorlatilag az erdő mélyén helyezkedik el, a hagyományos alkalmazotti jogviszony viszonylag keveseknek kínál megoldást a megélhetésre. Ezért már kezdettől a minél nagyobb önállóságra törekvés volt az egyik fő cél – gazdaságilag is. Ennek többféle formája lehetséges, egyéni vállalkozóként, őstermelőként főleg a helyi forrásokra alapozva, illetve vállalkozások indításával, amelyek eltartják tulajdonosaikat.
Természetesen ezek a „vállalkozások” rendszerint családi körben maradnak és egy-két embernél több nem dolgozik bennük. A helyi lehetőségeket a távközlés fejlődésével és a digitalizáció térhódításával egyre inkább kibővíti a távmunka, amikor gyakorlatilag otthonról tud valaki a fizikailag a világ bármely más táján elhelyezkedő megbízónak „bedolgozni”. Gyűrűfűn mindegyik megoldásra akad példa.

## Tapasztalatok
2000-ben szakadás következett be a betelepülők között, és húsz év kellett ahhoz, hogy a fejlődés akkor megtört lendülete ismét helyreálljon. A 2019-ben megalakult Újgyűrűfűért Egyesület célja, hogy a betelepülés ismét meginduljon, és akik itt letelepszenek, rendelkezzenek egy közös érdekérvényesítő szervezettel mind az Alapítvány, mind az önkormányzat, mind pedig a külső hatóságok felé.

### Településtervezés
A település szervezésének kezdetben lefektetett alapelvei nagyjából beváltották a hozzájuk fűzött reményeket és mai napig útmutatóul szolgálnak. Vitatott, hogy a szellősebb, tanyás elrendezés vagy egy szorosabb, zárt település szolgálja-e jobban az ökológiai célokat, Gyűrűfű esetében ez már eldőlt. Hasznosnak bizonyult a rendezési tervben alkalmazott fedvényezési módszer, amellyel a megtelepedésre legalkalmasabb geográfiai helyszínek kijelölése történt. A vízgyűjtőre alapozott tervezés is helyénvaló elképzelésnek tűnik, akárcsak a helyi természetvédelmi terület kialakítása, valamint a közművesítés és közvilágítás mellőzése: ezek drága, központosított és energiaigényes rendszerek.

### Építéstechnológia
Építéstechnológiában sikerült a legegyértelműbb eredményeket elérni. Az ökofaluban minden ház természetes anyagból épült, ráadásul a legtöbbjük abból, amit hagyományosan is használtak a környéken: agyagos löszből, amely alkalmas a döngölésre (tömésfal, vert fal). Ezen kívül van vályog, könnyűvályog, csömpölyeges ház is.

### Gépészet, közművek
A gépészeti megoldások sokkal többfélék, mint az építéstechnológiában alkalmazott módszerek, részint az építtetők egyéni elképzelései, másrészt a lehetőségek tágabb volta miatt. Az előírások is sokat változtak. Mindenesetre minden telken egyedi fafűtés (cserépkályha, kemence, légfűtés, központi fűtés, egyedi kályhás, kombinált csikótűzhely, stb. változatokban) valósult meg. Az elvként megfogalmazott kétkörös vízellátás lényege, hogy a használati víz elkülönül az ivóvíztől. Míg az előbbi tetőről gyűjtött csapadékvíz, az utóbbi lehet forrásvíz, kútvíz. Ugyanakkor a legtöbb helyen komposztáló árnyékszék van, akár beltéri, akár kültéri, akár épített, akár fröccsöntött műanyag, mindenképpen megszabadítja a szennyvizet a fekáliától. A szennyvíz kezelés is ennek megfelelően könnyebbé válik. Nádfalas, gyökérteres szennyvíztisztítók állnak rendelkezésre, a háztartásban, kertben keletkezett legtöbb szerves anyag pedig komposztálódik. Szemétszállításra nagyon ritkán van szükség.

### Kommunikáció, közlekedés
A kommunikáció mindig is központi kérdés volt egy ilyen elzárt helyen. Az amatőr rádiótól az átmenetileg létező RLL (radio in the local loop) rendszerű telefonon át az ISDN vonalakig több technológia is csődöt mondott. A mobiltelefonok a mélyebb részeken nem működnek. Ennek ellenére azonban a területen ma már mikrohullámú szélessávú internet szolgáltatás áll rendelkezésre, tehát a távmunka végzése is lehetséges.
A falu jelenleg csak személyautóval közelíthető meg egy 3,4 km hosszú, kőszórásos magánúton. A közeljövő egyik fontos célja a közlekedés fejlesztése.